# フェルディナンド・テッルッツィ
フェルディナンド・テッルッツィ（Ferdinando Terruzzi、1924年2月17日 - 2014年4月9日）は、イタリア、セスト・サン・ジョヴァンニ出身の自転車競技（トラックレース）選手。

## 経歴
1948年のロンドンオリンピック・タンデムスプリントにおいて、レナト・ペローナとのコンビで金メダルを獲得。
翌1949年にプロに転向。6日間レースで通算24勝を挙げた。また往年のイタリアの名門自転車チームである、モルテニに在籍した経験もある。1967年まで現役を続けた。

## 主な戦績
1948年
- ロンドンオリンピック
  -  タンデムスプリント 優勝（+ レナト・ペローナ）

1949年、プロ転向。
- ベルリン6日間レース 優勝（+ セヴェリーノ・リゴーニ）

1950年
- ニューヨーク6日間レース 優勝（+セヴェリーノ・リゴーニ）

1951年
- ミュンスター6日間レース(1) 優勝（+セヴェリーノ・リゴーニ）
- ミュンスター6日間レース(2) 優勝（+セヴェリーノ・リゴーニ）

1953年
- バルセロナ6日間レース 優勝（+ ミゲル・ポブレット）
- ドルトムント6日間レース 優勝（+ リュシアン・ジエン）
- サンテティアンヌ6日間レース 優勝（+リュシアン・ジエン）
- コペンハーゲン6日間レース 優勝（+リュシアン・ジエン）

1954年
- コペンハーゲン6日間レース 優勝（+リュシアン・ジエン）

1955年
- ベルリン6日間レース 優勝（+リュシアン・ジエン）
- ヘント6日間レース 優勝（+リュシアン・ジエン）

1956年
- ヘント6日間レース 優勝（+ レジナルド・アーノルド）

1957年
- ドルトムント6日間レース 優勝（+レジナルド・アーノルド）
- パリ6日間レース 優勝（+ ジャック・アンクティル、アンドレ・ダリガード）
- アントウェルペン6日間レース 優勝（+ ウィリー・ラウウェルス、レジナルド・アーノルド）
- 欧州選手権・マディソン 優勝（+レジナルド・アーノルド）

1958年
- パリ6日間レース 優勝（+ ジャック・アンクティル、アンドレ・ダリガード）

1959年
- ニューヨーク6日間レース 優勝（+ レアンドロ・ファッジン）
- オルフス6日間レース 優勝（+ ヌード・リュンゲ）

1960年
- ブエノスアイレス6日間レース 優勝（+ エンツォ・サッキ）

1961年
- エセン6日間レース 優勝（+レジナルド・アーノルド）
- ミラノ6日間レース 優勝（+レジナルド・アーノルド）

1963年
- ミラノ6日間レース 優勝（+ ペーター・ポスト）
- モントリオール6日間レース 優勝（+ ミーノ・デ・ロッシ）

1964年
- メルボルン6日間レース 優勝（+ レアンドロ・ファッジン）